# Selski Vrh
Selski Vrh – wieś w Słowenii, w gminie Slovenske Konjice. W 2018 roku liczyła 74 mieszkańców.